# Холлэндербаум (станция)
Холлэндербаум (нем. Holländerbaum) — закрытая железнодорожная станция в Калининграде. Вокзальное здание сохранилось до сих пор, сейчас оно используется как администрация калининградской таможни.
Здание расположено на улице генерала Буткова, рядом с двухъярусным мостом. За станцией Холлэндербаум железная дорога с Южного вокзала разветвляется, одна ветка идёт к Северному вокзалу, другая — в Балтийск.

## История
Станция Холлэндербаум была построена в ходе реконструкции кёнигсбергского железнодорожного узла, одновременно с двухъярусным мостом и нынешним Южным вокзалом. Станция Холландербаум была открыта для поездов в 1929 году. После Великой Отечественной войны станция была закрыта. С тех пор здание бывшего вокзала используется как административное здание.
После войны здание вокзала было перестроено в упрощённом виде. Высокая крыша не была восстановлена, исчезла башня с часами. Высокий кассовый зал был разделён на два этажа. Главный вход закрыт, вход в здание бывшего вокзала осуществляется через современное здание, пристроенное к нему справа (с северной стороны).

## Архитектура

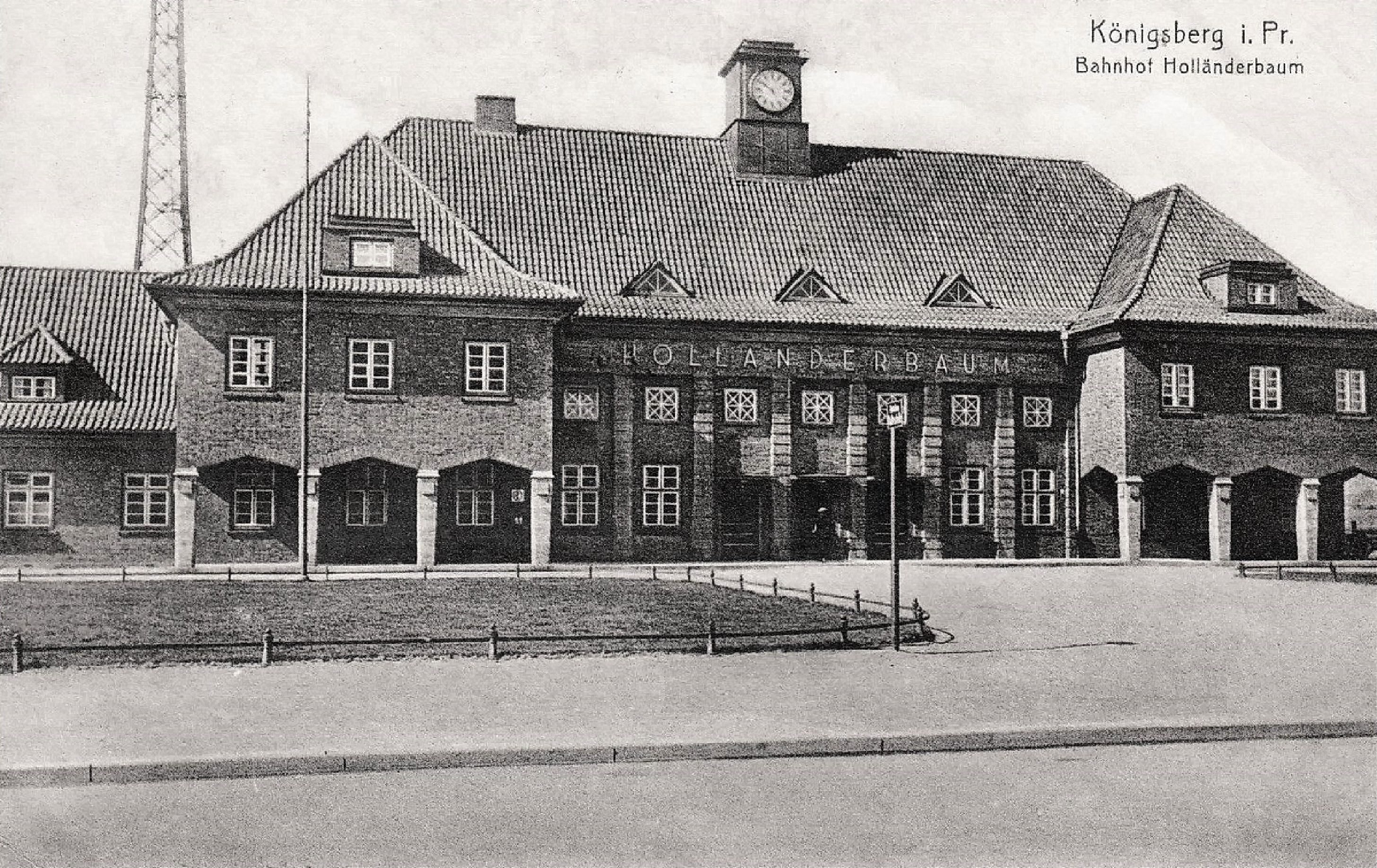
Довоенный вид станции

### Экстерьер
Здание вокзала — кирпичное, двухэтажное. Оно состоит из двух строительных объёмов с двумя ризалитами по бокам. Ризалиты представляют собой выступы на уровне второго этажа (эркеры), опирающиеся на четыре колонны каждый.
Здание было крыто черепичной крышей, над крышей поднималась башенка с часами.
Слева у вокзального здания имелась пристройка с рестораном и служебными помещениями.

### Интерьер
Вход в здание находился между двумя ризалитами, посередине здания. Через три двери пассажиры попадали в высокий (в два этажа) кассовый зал. Слева от него располагалось два зала ожидания, справа — билетные кассы и выдача багажа. Также несколько касс располагалось снаружи вокзала, под правым ризалитом. Эти кассы использовались в летнее время, во время притока пассажиров, отправлявшихся поездом к морю.
Чтобы попасть из кассового зала к перронам, пассажиры должны были пройти через турникеты, спуститься на одиннадцать ступеней, ведущих к тоннелю. Тоннель оканчивался лестницами по семнадцать ступеней, ведущими к перронам. Станция имела два перрона и четыре железнодорожных пути.